# Udón Pérez
Udón Pérez, de son nom réel Abdón Antero Pérez Machado, est un écrivain, dramaturge et poète vénézuélien, né à Maracaibo le 6 mars 1871 et mort dans la même ville le 14 juillet 1926. Il est l'un des acteurs de l'épanouissement culturel de sa ville natale au tournant du XXe siècle. Il est le père du docteur Wintila Pérez et grand-père de l'actuel évêque de Maturín, Enrique Pérez. Ses restes reposent au Panthéon de l'État de Zulia depuis le 30 janvier 2004.
Il est notamment l'auteur de La Tierra Del Sol Amada, « la Terre du Soleil chéri », qui a donné l'un des surnoms de Maracaibo en raison du climat chaud et ensoleillé de cette ville tout au long de l'année.

## Hommages
Son nom a été donné à la paroisse civile de Udón Pérez, l'une des deux de la municipalité de Catatumbo dans son État natal de Zulia.

## Sources
- (es) Cet article est partiellement ou en totalité issu de l’article de Wikipédia en espagnol intitulé « Udón Pérez » (voir la liste des auteurs).